# Jozef Kukučka
Jozef Kukučka (* 13. března 1957) byl slovenský fotbalista, československý reprezentant, účastník mistrovství světa roku 1982 ve Španělsku (hrál v zápase základní skupiny s Kuvajtem). V československé reprezentaci odehrál 7 zápasů. Hrál za Plastiku Nitra, RH Cheb, Bohemians Praha a ZVL Povážská Bystrica.